# 3249 Musashino
3249 Musashino eller 1977 DT4 är en asteroid i huvudbältet som upptäcktes den 18 februari 1977 av de båda japanska astronomerna Hiroki Kōsai och Kiichirō Furukawa vid Kiso-observatoriet i Japan. Den har fått sitt namn efter den japanska staden Musashino.
Asteroiden har en diameter på ungefär 5 kilometer.